# Dino Hotić
Dino Hotić (Ljubljana, 26 juli 1995) is een Bosnisch voetballer die sinds januari 2020 uitkomt voor Cercle Brugge.

## Clubcarrière

### Slovenië
Hotić begon zijn jeugdopleiding bij NK Domžale. Op zijn dertiende stapte hij over naar NK Bravo. Toen hij in de jeugdreeksen indruk maakte tegen NK Maribor, klopte de Sloveense recordkampioen bij hem aan. Toen hij bij Maribor aankwam, kreeg Hotić tijdens de eerste twee maanden onderdak van de familie van Zlatko Zahovič, die toen sportief directeur was van de club.
Bij die laatste club stroomde hij in 2013 door naar het eerste elftal. De club leende hem tweemaal uit: eerst aan NK Veržej en nadien aan NK Krško, dat zich in het seizoen 2015/16 ondanks een stevige achterstand alsnog kon handhaven in de Prva Liga. Nadien groeide Hotić uit tot een vaste waarde bij Maribor, waarmee hij vijf keer landskampioen werd.

### Cercle Brugge
Op 6 januari 2020 maakte Hotić de overstap naar Cercle Brugge, de toenmalige hekkensluiter in de Belgische Eerste klasse. Met zijn overgang was 1,2 miljoen euro gemoeid. Hotić werd bij zijn komst voorgesteld als de man die voor de aanvoer moest zorgen bij Cercle. Assists deelde hij in zijn eerste (halve) seizoen niet uit, maar met zijn vroege goal tegen KV Mechelen droeg hij wel bij tot de 3-2-zege die het begin inluidde van een 12 op 12 die levensbelangrijk was voor de uiteindelijke redding van Cercle Brugge.
In het seizoen 2020/21 liet Paul Clement, de opvolger van Bernd Storck, hem centraler spelen. In zijn eerste volledige seizoen was Hotić, die het creatieve brein van Cercle werd genoemd, in 34 wedstrijden in alle competities goed voor vijf goals en drie assists.

## Statistieken
| Seizoen         | Club            | Land              | Competitie         | Competitie | Competitie | Beker | Beker | Supercup | Supercup | Europees | Europees | Totaal | Totaal |
| Seizoen         | Club            | Land              | Competitie         | Wed.       | Dlp.       | Wed.  | Dlp.  | Wed.     | Dlp.     | Wed.     | Dlp.     | Wed.   | Dlp.   |
| --------------- | --------------- | ----------------- | ------------------ | ---------- | ---------- | ----- | ----- | -------- | -------- | -------- | -------- | ------ | ------ |
| 2012/13         | NK Maribor      | Vlag van Slovenië | Prva Liga          | 3          | 0          | 0     | 0     | ―        | ―        | ―        | ―        | 3      | 0      |
| 2013/14         | NK Maribor      | Vlag van Slovenië | Prva Liga          | 3          | 0          | 2     | 0     | ―        | ―        | 0        | 0        | 5      | 0      |
| 2013/14         | → NK Veržej     | Vlag van Slovenië | Druga Liga         | 17         | 8          | 0     | 0     | ―        | ―        | ―        | ―        | 17     | 8      |
| 2014/15         | NK Maribor      | Vlag van Slovenië | Prva Liga          | 4          | 0          | 1     | 0     | ―        | ―        | 0        | 0        | 5      | 0      |
| 2015/16         | NK Maribor      | Vlag van Slovenië | Prva Liga          | 4          | 0          | 1     | 0     | ―        | ―        | 0        | 0        | 5      | 0      |
| 2015/16         | → NK Krško      | Vlag van Slovenië | Prva Liga          | 12         | 1          | 0     | 0     | ―        | ―        | ―        | ―        | 12     | 1      |
| 2016/17         | NK Maribor      | Vlag van Slovenië | Prva Liga          | 28         | 2          | 3     | 1     | ―        | ―        | 3        | 0        | 34     | 3      |
| 2017/18         | NK Maribor      | Vlag van Slovenië | Prva Liga          | 30         | 4          | 2     | 0     | ―        | ―        | 10       | 0        | 42     | 4      |
| 2018/19         | NK Maribor      | Vlag van Slovenië | Prva Liga          | 29         | 9          | 5     | 1     | ―        | ―        | 5        | 0        | 39     | 10     |
| 2019/20         | NK Maribor      | Vlag van Slovenië | Prva Liga          | 19         | 4          | 0     | 0     | ―        | ―        | 7        | 1        | 26     | 5      |
| 2019/20         | Cercle Brugge   | Vlag van België   | Jupiler Pro League | 7          | 1          | 0     | 0     | ―        | ―        | ―        | ―        | 7      | 1      |
| 2020/21         | Cercle Brugge   | Vlag van België   | Jupiler Pro League | 32         | 4          | 2     | 1     | ―        | ―        | ―        | ―        | 34     | 5      |
| 2021/22         | Cercle Brugge   | Vlag van België   | Jupiler Pro League | 33         | 7          | 2     | 0     | ―        | ―        | ―        | ―        | 35     | 7      |
| Carrière totaal | Carrière totaal | Carrière totaal   | Carrière totaal    | 205        | 35         | 18    | 3     | 0        | 0        | 25       | 1        | 248    | 39     |

## Interlandcarrière
Hotić doorliep alle Sloveense nationale jeugdploegen. Als zoon van Bosnische ouders kon hij echter ook kiezen voor het nationale elftal van Bosnië en Herzegovina. Op 18 november 2019 maakte hij echter zijn interlanddebuut voor het land van zijn ouders: in een oefeninterland tegen Liechtenstein viel hij tijdens de rust in voor Haris Duljević.

## Erelijst
| Landskampioen Slovenië | 5x | 2012/13, 2013/14, 2014/15, 2016/17, 2018/19 |
| Sloveense voetbalbeker | 1x | 2012/13                                     |
| Sloveense supercup     | 2x | 2013, 2014                                  |